# Andreï Gratchev
Pour les articles homonymes, voir Gratchiov.
Andreï Serafimovitch Gratchev (en russe : Андрей Серафимович Грачев), né le 9 juillet 1941 à Moscou, est un historien et politicologue russe, spécialiste des relations internationales et ancien porte-parole du président de l'URSS Mikhaïl Gorbatchev.

## Biographie
Andreï Gratchev est diplômé de l'Institut d'État des relations internationales de Moscou (MGIMO) (1964) et docteur en histoire (1975). De 1964 à 1989, il a été journaliste dans plusieurs organes de presse soviétiques et représentant dans diverses organisations internationales consacrées à la jeunesse.
D'août à décembre 1991, Andreï Gratchev a été directeur du service de Presse au cabinet du premier et dernier président de l'URSS, Mikhaïl Gorbatchev.
Après la chute de l'Union soviétique, Andreï Gratchev a été professeur invité dans plusieurs établissements, dont l'Institut de l'économie mondiale et des relations internationales (IMEMO) à Moscou (Russie), la Stiftung Wissenschaft und Politik (SWP) à Ebenhausen/Isar (Allemagne), la Faculté des relations Internationales de l'université Ritsumeikan à Kyoto (Japon), les universités de Paris-VIII, Paris X-Nanterre, Paris I-Panthéon-Sorbonne (France) et au St Antony's College à l'université d'Oxford (Royaume-Uni).
Il vit à Paris depuis les années 1990, où il a été correspondant pour le compte de plusieurs journaux russes et a collaboré notamment avec les journaux Le Figaro, La Repubblica et El Mundo.
Il fait partie du conseil scientifique de la Fondation Gabriel-Péri dès sa mise en place en 2006.

## Publications en français
- L'histoire vraie de la fin de l'URSS, Éditions du Rocher, traduit du russe par Galia Ackerman et Pierre Lorrain, 15 décembre 1992, 361 pages,  (ISBN 978-2268013749)
- La chute du Kremlin : l'empire du non-sens, Hachette, 1994, 288 pages,  (ISBN 978-2012350922)[3]
- L'exception russe : Staline est-il mort ?, Éditions du Rocher, 25 novembre 1997, 218 pages,  (ISBN 978-2268026657)
- Le mystère Gorbatchev : la terre et le destin, Éditions du Rocher, 28 novembre 2001, 377 pages,  (ISBN 978-2268041001)
- Gorbatchev : le pari perdu ? De la perestroïka à l'implosion de l'URSS, Armand Colin, 16 novembre 2011, 296 pages,  (ISBN 978-2200275068) (traduction de l'édition originale en anglais Gorbachev's Gamble, Polity Press, 2008  (ISBN 978-0745643458))
- Le passé de la Russie est imprévisible, traduit du russe par Galia Ackerman et Pierre Lorrain, Alma Editeur, 3 octobre 2014. Nouvelle édition: Le Condottiere, 13 février 2024 518 pages,  (ISBN 978-248746816-0)
- Un nouvel avant-guerre ? : Des hyperpuissances à l'hyperpoker, Paris, Alma Editeur, 2017, 312 p. (ISBN 978-2-36279-237-3)
- Le jour où l'URSS a disparu, Paris, L'Observatoire, 2021, 250 p. (ISBN 1032920904)